# Петра Еделманова
Петра Еделманова (на чешки: Petra Edelmannová) е чешки политик. В периода от 2004 до 2011 година е председател на Националната партия. Омъжена, с две деца, дъщеря и син.

## Биография
Петра Еделманова е родена на 27 февруари 1975 година в град Франтишкови Лазне. Завършва магистърска степен по икономика в Института за икономически науки към Карловския университет, през 2008 година получава следдипломна квалификация при Катедрата по политология на Факултета по международни отношения.